# 17e cérémonie des British Independent Film Awards
La 17e cérémonie des British Independent Film Awards (BIFA), organisée par le jury du Festival de Raindance, a eu lieu le 7 décembre 2014, et a récompensé les films indépendants réalisés dans l'année,,.
Les nominations ont été annoncées le 3 novembre 2014.

## Palmarès

### Meilleur film
- Pride
  - '71
  - Calvary
  - Mr. Turner
  - Imitation Game (The Imitation Game)

### Meilleur réalisateur
- Yann Demange pour '71
  - John Michael McDonagh pour Calvary
  - Lenny Abrahamson pour Frank
  - Matthew Warchus pour Pride
  - Mike Leigh pour Mr. Turner

### Meilleur acteur
- Brendan Gleeson pour le rôle du père James Lavelle dans Calvary
  - Asa Butterfield pour le rôle de Nathan dans X+Y
  - Benedict Cumberbatch pour le rôle d'Alan Turing dans Imitation Game (The Imitation Game)
  - Jack O'Connell pour le rôle de Gary dans '71
  - Timothy Spall pour le rôle de J.M.W. Turner dans Mr. Turner

### Meilleure actrice
- Gugu Mbatha-Raw pour le rôle de Dido Elizabeth Belle dans Belle
  - Alicia Vikander pour le rôle de Vera Brittain dans Mémoires de jeunesse (Testament of Youth)
  - Cheng Pei Pei pour le rôle de Junn dans Lilting ou la délicatesse (Lilting)
  - Keira Knightley pour le rôle de Joan Clarke dans Imitation Game (The Imitation Game)
  - Sameena Jabeen Ahmed pour le rôle de Laila dans Catch Me Daddy

### Meilleur acteur dans un second rôle
- Andrew Scott pour le rôle de Gethin Roberts dans Pride
  - Ben Schnetzer pour le rôle de Mark Ashton dans Pride
  - Michael Fassbender pour le rôle de Frank dans Frank
  - Rafe Spall pour le rôle de Humphreys dans X+Y
  - Sean Harris pour le rôle du capitaine Sandy Browning dans '71

### Meilleure actrice dans un second rôle
- Imelda Staunton pour le rôle de Hefina Headon (en) dans Pride
  - Dorothy Atkinson pour le rôle de Hannah Danby dans Mr. Turner
  - Maggie Gyllenhaal pour le rôle de Clara dans Frank
  - Sally Hawkins pour le rôle de Julie dans X+Y
  - Sienna Guillory pour le rôle de Janet dans The Goob

### Meilleur espoir
- Sameena Jabeen Ahmed pour le rôle de Laila dans Catch Me Daddy
  - Ben Schnetzer pour le rôle de Mark Ashton dans Pride
  - Cara Delevingne pour le rôle de Melanie dans The Face of an Angel
  - Gugu Mbatha-Raw pour le rôle de Dido Elizabeth Belle dans Belle
  - Liam Walpole pour le rôle de « Goob » dans The Goob

### Meilleur scénario
- Frank – Jon Ronson et Peter Straughan
  - '71 – Gregory Burke
  - Calvary – John Michael McDonagh
  - Imitation Game (The Imitation Game) – Graham Moore
  - Pride – Stephen Beresford (en)

### Meilleure production
- The Goob
  - '71
  - 20,000 Days on Earth
  - Catch Me Daddy
  - Lilting ou la délicatesse (Lilting)

### Meilleur technicien
- Frank – Stephen Rennicks (musique)
  - '71 – Chris Wyatt (montage)
  - '71 – Tat Radcliffe (photographie)
  - Catch Me Daddy – Robbie Ryan (photographie)
  - Mr. Turner – Dick Pope (photographie)

### Meilleur documentaire
- Next Goal Wins
  - 20,000 Days on Earth
  - Night Will Fall
  - The Possibilities Are Endless
  - Virunga

### Meilleur court métrage britannique
- The Kármán Line
  - Crocodile
  - Emotional Fusebox
  - Keeping Up with the Joneses
  - Slap

### Meilleur film indépendant international
- Boyhood  États-Unis
  - Blue Ruin  États-Unis
  - Fruitvale Station  États-Unis
  - Ida  Pologne
  - The Babadook  Australie

### Douglas HickoxAward
Meilleur premier film.
- Iain Forsyth et Jane Pollard – 20,000 Days on Earth
  - Daniel Wolfe et Matthew Wolfe – Catch Me Daddy
  - Hong Khaou – Lilting ou la délicatesse (Lilting)
  - Morgan Matthews – Le Monde de Nathan
  - Yann Demange – '71

### RaindanceAward
- Luna
  - Flim: The Movie...
  - Gregor
  - Keeping Rosy
  - The Beat Beneath My Feet

### Richard Harris Award
- Emma Thompson[5]

### Variety Award
- Benedict Cumberbatch[6]